# Pöls-Oberkurzheim
Pöls-Oberkurzheim è un comune austriaco di 3 046 abitanti nel distretto di Murtal, in Stiria; ha lo status di comune mercato (Marktgemeinde). È stato creato il 1º gennaio 2015 dalla fusione dei precedenti comuni di Oberkurzheim e Pöls; capoluogo comunale è Pöls.